# Cecilia (cantante spagnola)
Cecilia, pseudonimo di Evangelina Sobredo Galanes (Madrid, 11 ottobre 1948 – Santa Cristina de la Polvorosa, 2 agosto 1976), è stata una cantautrice spagnola, dedita al genere pop e in attività nella prima metà degli anni settanta, la cui vita venne prematuramente stroncata a soli 27 anni da un incidente stradale quand'era all'apice della carriera.
Cecilia, il cui pseudonimo derivava dall'omonima canzone di Simon & Garfunkel del 1970, fu interprete – dapprima come “voce” della band Expresión (1970-1971) e poi come solista (1971-1976) – di canzoni ironiche, sentimentali, intimistiche, “drammatiche”, ecc., che si inseriscono nel movimento musicale degli anni '60-'70 denominato canzone di protesta, di cui, nel suo Paese, è stata una delle principali esponenti. La sua musica e i suoi testi erano influenzati da interpreti quali Joan Baez, Bob Dylan, Janis Joplin e Simon & Garfunkel.
Nella sua breve carriera, Cecilia incise in tutto quattro album, e altre raccolte dedicate alla cantante furono pubblicate in seguito postume. Tra le canzoni più famose incise da Cecilia vanno ricordate Mi querida España, Un ramito de violetas, Amor de medianoche, Nada de nada, Dama Dama e Mi gata luna.
Altri brani, composti dalla cantante e mai pubblicati, furono “recuperati” postumi, grazie all'arrangiamento di Juan Carlos Calderón, oppure portati al successo da altri cantanti, come la canzone Desde que tú te has ido, incisa da Julio Iglesias (che ne ha fatto anche una versione in italiano, intitolata Da quando sei tornata) nel 1974 nell'album discografico A flor de piel e dai Mocedades

## Biografia

### Infanzia e adolescenza
Evangelina Sobredo Galanes nasce l'11 ottobre 1948 a Madrid, nel Palacio del Pardo (il palazzo che fu residenza del dittatore Francisco Franco e di Juan Carlos I). Figlia del diplomatico Ramón Sobredo, trascorre la propria infanzia viaggiando molto, tra Spagna, Portogallo, Inghilterra, Giordania e Stati Uniti), tanto che l'inglese diventa inevitabilmente in quel periodo - a discapito dello spagnolo - la sua prima lingua: in questa lingua sono scritte anche le sue prime canzoni. Studia con una suora statunitense, grazie alla quale inizia a suonare la chitarra, strumento con cui Evangelina anima le feste di fine corso.

### Gli esordi nel mondo della musica
Ritornata in Spagna, abbandona gli studi di diritto per dedicarsi professionalmente alla musica. Quindi forma - assieme al chitarrista Nacho Sáenz de Tejada e a Julio Seijas - il gruppo musicale Expresión, con il quale realizza nel 1970 il singolo  Have You Ever Seen a Blue Man?  (con il brano Try and Catch the Sun al Lato B).

### La carriera da solista (1971 – 1976)
Nel 1971 inizia la sua carriera da solista con la pubblicazione del singolo Mañana/Reuníos (con quest'ultimo brano dedicato ai Beatles), disco che passa pressoché inosservato. Da quel momento assume lo pseudonimo di Cecilia, che si riconduce al titolo dell'omonima canzone di Simon & Garfunkel del 1970 molto in voga in quel periodo, appellativo affibbiatole dalla sua casa discografica, la CBS, vista l'impossibilità di usare quello inizialmente scelto dalla cantante, “Eva” (diminutivo del suo nome), e questo per la concomitante esistenza di una cantante con quel nome.
Nel 1972 incide quindi il suo primo album, che porta il suo nome e che contiene brani quali Dama Dama, Fui, Señor y Dueno e Nada de nada. L'anno successivo, incide il suo secondo album, intitolato  Cecilia 2 , che contiene brani quali Andar, Un millón de sueños (canzone che contiene dei riferimenti alla guerra civile spagnola), Canción de amor e Mi ciudad. L'album affronta temi piuttosto “scomodi” per l'epoca e per una donna..
Nel 1975, incide il suo terzo album, Un ramito de violetas, che contiene, oltre al brano omonimo, le canzoni Mi querida España, Decir adiós e Sevilla. L'album è illustrato con disegni della cantante, che descrivono ogni singola canzone. Nello stesso anno, partecipa, non senza qualche riluttanza, vista la sua avversione nei confronti di simili manifestazioni, a San Juan (Porto Rico) al Festival OTI, il festival dedicato alle canzoni in lingua spagnola, interpretando  Amor de medianoche , un brano composto da lei stessa e da Juan Carlos Calderón, brano con il quale si piazza al secondo posto.

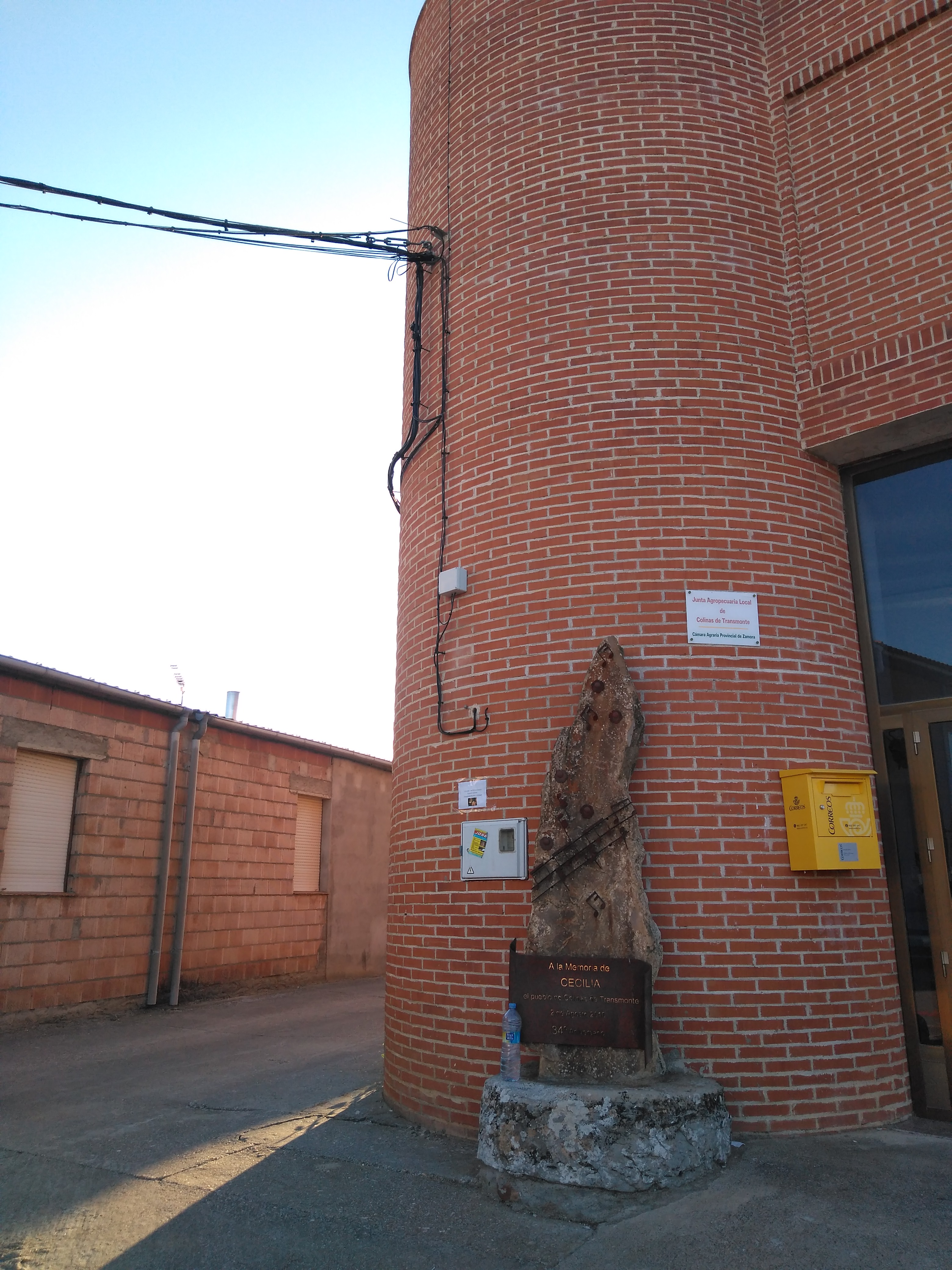
Monumento intitolato alla cantante Cecilia (1948-1976)

Pubblica inoltre il suo quarto album, Amor de medianoche, album che contiene, oltre che la canzone Amor de medianoche, nuove versioni di vecchi successi. Nel 1976 pubblica il singolo – che sarà anche l'ultimo pubblicato in vita – Tú y yo/Una guerra, con il motivo al Lato B che ha dei chiari riferimenti alla guerra civile spagnola.

### La tragica morte
E proprio all'apice della carriera, la cantautrice - nel periodo in cui sta lavorando ad un album dedicato al poeta Ramón del Valle-Inclán - è attesa da un tragico destino.
Cecilia perde infatti la vita in un incidente stradale la mattina del 2 agosto 1976 al ritorno da un concerto svoltosi alla Sala Nova Olympia di Vigo, in Galizia, quando l'auto che sta riportando a casa la cantante, una Seat 124 condotta da uno dei componenti della sua band, si scontra intorno alle 5:30-5:40 sulla statale N 525 all'altezza del comune di Santa Cristina de la Polvorosa, nei pressi di Benavente (provincia di Zamora, Castiglia e León), con un carro trainato da buoi che stava circolando senza alcuna illuminazione: Cecilia, addormentata in uno dei sedili passeggeri, muore praticamente sul colpo. Assieme alla cantante, che non aveva ancora compiuto 28 anni, rimane ucciso nello schianto anche il batterista Carlos de la Iglesia, mentre gli altri due componenti della band riescono a salvarsi.
Evangelina Sobredo Galanes, in arte Cecilia, è sepolta nel Cementerio de la Almudena, a Madrid.

## Omaggi postumi
Subito dopo la morte di Cecilia, esce in omaggio alla cantante il singolo inedito El viaje/Lluvia, che riscuote un buon successo di vendite. Escono in seguito varie raccolte postume, come le Canciones inéditas  del 1983, che raccoglie 12 brani inediti di Cecilia “ricostruiti” grazie al lavoro di Juan Carlos Calderón, partendo da alcune demo registrate dalla cantante, e  20 grandes canciones  del 1991 (in Compact disc, con brani rimasterizzati in digitale).
Nel 1996, ovvero a 20 anni dalla morte della cantante, esce invece la raccolta  Desde que tú te has ido , che vede la partecipazione di vari cantanti famosi, quali Julio Iglesias, Miguel Bosé, Ana Belén, Manolo Tena, Merche Corisco, Soledad Giménez, ecc., che interpretano un “duetto virtuale” con Cecilia. L'album prende il nome dall'omonima canzone, scritta da Cecilia, ma mai incisa dalla stessa (è stata invece incisa da altri cantanti, quali Julio Iglesias e i Mocedades), inserita in quest'album in una sua versione, “recuperata” postuma e “ricostruita” in digitale grazie ad una registrazione fatta dalla cantante (voce e chitarra) e all'arrangiamento di Juan Carlos Calderón. Sempre per ricordare i 20 anni dalla scomparsa della cantante, la televisione spagnola TVE trasmette nello stesso anno un documentario dal titolo 20 años sin Cecilia: Desde que tú te has ido, programma in cui intervengono, tra gli altri, Julio Iglesias, Merche Corisco, Soledad Giménez, ecc..
Nel 2006, vale a dire a 30 anni dalla morte di Cecilia, è uscita infine in doppio CD + DVD, un'altra raccolta, intitolata Un millón de sueños (dal titolo di un altro brano della cantante). L'album contiene, oltre alle versioni originali cantate da Cecilia, anche cinque cover di suoi brani interpretate dai seguenti artisti: Mocedades, Manzanita, Rocío Dúrcal, Fangoria, Le Mans, Víctor Manuel e Pablo Milanés.

## Discografia

### Album
- 1972 –  Cecilia
- 1973 –  Cecilia 2
- 1975 –  Un ramito de violetas
- 1975 –  Amor de medianoche
- 1983 –  Canciones inéditas  (postumo)
- 1990 –  20 grandes canciones  (raccolta postuma)
- 1996 – Desde que tú te has ido (postumo) Con la partecipazione di artisti vari, in un duetto virtuale con Cecilia
- 2006 – Un millón de sueños (raccolta postuma) Con la partecipazione di artisti vari

### Singoli
- 1970 – Try Catch the Sun/Have You Ever Had a Blue Day?
- 1971 – Mañana/Reuníos
- 1972 – Fui/Dama Dama
- 1973 – Nada de nada/Mi gata luna
- 1973 – Canción de amor/Un millón de sueños
- 1974 – Andar/Me quedaré soltera
- 1974 – Un ramito de violetas/La primera comunión
- 1975 – Mi querida España/Esta tierra
- 1975 – Amor de medianoche/Amor de medianoche
- 1975 – Amor de medianoche/Decir adiós
- 1976 – Tú y yo/Una guerra
- 1976 – El viaje/Lluvia (postumo)
- 1983 – Doña Estefaldina/Nana del prisionero (postumo)
- 1983 – El juego de la vida/Lady in the limousine (postumo)

## Premi e riconoscimenti
- 1975 – Seconda classificata al Festival OTI con la canzone Amor de medianoche